# L'Héritier
L'Héritier is een Frans-Italiaanse film van Philippe Labro die werd uitgebracht in 1973.
Deze misdaadfilm was de meest succesrijke film van Philippe Labro.

## Samenvatting
Barthélemy Cordell is een veertigjarige playboy en rijkeluiszoon die een zorgeloos leven leidt in New York. Aan dat leven komt een einde wanneer Hugo Cordell, zijn vader en een machtige Franse industrieel en persmagnaat, omkomt doordat zijn privévliegtuig ontploft.
Barthélemy begeeft zich ogenblikkelijk naar Parijs. Hij is immers de enige erfgenaam en moet dus de leiding over het familiale zakenimperium overnemen. Op het thuisfront wordt er getwijfeld aan zijn competentie want zijn reputatie van jetsetter gaat hem vooraf.
Wanneer een koffer vol drugs op de luchthaven van Parijs wordt geïdentificeerd als de zijne wordt het Barthélemy snel duidelijk dat men van hem een drugsdealer en een verslaafde wil maken en dat niet iedereen hem ziet als de nieuwe topman. 
Hij vermoedt ook sterk dat de dood van zijn vader niet te wijten is aan een ongeval. Bijgestaan door zijn beste vriend David gaat hij zelf op onderzoek uit.

## Rolverdeling
| Acteur             | Personage                  |
| ------------------ | -------------------------- |
| Jean-Paul Belmondo | Barthélemy 'Bart' Cordell  |
| Charles Denner     | David Loweinstein          |
| Jean Rochefort     | André Berthier, 'le Nonce' |
| Carla Gravina      | Liza de Rocquencourt       |
| Jean Desailly      | Jean-Pierre Carnavan       |
| François Chaumette | Theron-Maillard            |
| Michel Beaune      | Fréderic Lambert           |
| Pierre Grasset     | Pierre Delmas              |
| Maurice Garrel     | privédetective Brayen      |
| Jean Martin        | monseigneur Schneider      |
| Marcel Cuvelier    | de minister                |
| Fosco Giachetti    | Luigi Galazzi              |